# 民事過失
民事過失（英語：civil wrong）或過失（wrong）是民事法律中的訴訟因由，包括侵權行為、違約及違反信託。
構成民事過失之事為不當（wrongful）。過失乃是對權利的侵犯。
民事過失法律為民事法律之一部分。民事過失可訴諸民事法律程序。將民事過失稱為民事罪行為誤稱。英格蘭法律在於13世紀區分民事過失與刑事罪行之前，就已承認過失的概念。

## 延伸閱讀
- Clerk, J. F.  16. Sweet & Maxwell. 1989. ISBN 9780421377608.
- Phillips, O. Hood.  4. London: Sweet & Maxwell. 1960.
- Williams, Glanville.  11. London: Stevens. 1982. ISBN 9780420463005.